# Église Saint-Martin de Bourdon
Pour les articles homonymes, voir Église Saint-Martin.
L'église Saint-Martin de Bourdon est située à Bourdon dans le département de la Somme, sur la rive droite de la Somme, entre Amiens et Abbeville dans la région des Hauts-de-France.

## Historique
L'église, consacrée à saint Martin, est construite en pierre avec des soubassements en grès, elle possède une tour-clocher du XVIIIe siècle surmontée d'une flèche en pierre. La nef a été achevée en 1825. Le clocher est protégé au titre des monuments historiques : inscription par arrêté du 4 mars 1926.

## Caractéristiques
La tour-porche datant de 1719, renforcée par des contreforts à chaque angle, est surmontée d'un clocher coiffé d’une flèche de style gothique ornée de crochets sur les arêtes et de lucarnes comme d'autres églises de la vallée de la Somme.
L'église conserve un certain nombre d'objets protégés en tant que monuments historiques :
- une statue de la Vierge à l'Enfant, en pierre polychrome, du XVe siècle ;
- un crucifix en bois provenant d'une poutre de gloire du XVIe siècle ;
- des fonts baptismaux en pierre blanche avec couvercle en bois, du XVIe siècle ;
- un tabernacle du XVIIIe siècle ;
- une statue de saint Nicolas, en bois polychrome, du XVIIIe siècle ;
- une clochette des trépassés de 1730 ;
- une statue de saint Martin en tenue d'évêque du XIXe siècle ;
- groupe sculpté représentant saint Sébastien avec deux anges portant une couronne (ensemble hétéroclite recomposé) ;
- un reliquaire avec statuette de saint Martin, en bois doré (début du XIXe siècle) ;
- une statue de la Vierge à l'Enfant, en plâtre polychrome, du XIXe siècle, don d'Elisabeth Blin de Bourdon ;
- une suspension en métal argenté du XIXe siècle.

Auxquels s'ajoutent :
- la peinture murale de l'abside représentant saint Martin protégeant la paroisse, du XIXe siècle ;
- une verrière du chœur, du XIXe siècle, verre peint par Lévêque maître verrier à Beauvais (XIXe siècle).